# トリストン・カサス
トリストン・カサス（Triston Casas, 2000年1月15日 - ）は、 アメリカ合衆国フロリダ州ペンブロークパインズ出身のプロ野球選手（一塁手、三塁手）。右投左打。MLBのボストン・レッドソックス所属。

## 経歴

### プロ入り前
2017年に行われた2017 WBSC U-18ワールドカップでは3本塁打、13打点を記録し、大会MVPを獲得した。

### プロ入りとレッドソックス時代
2018年のMLBドラフト1巡目（全体26位）でボストン・レッドソックスから指名され、プロ入り。契約後、傘下のルーキー級ガルフ・コーストリーグ・レッドソックスでプロデビューし、2試合に出場した。
2019年はA級グリーンビル・ドライブとA+級セイラム・レッドソックスでプレーし、2球団合計で120試合に出場して打率.256、20本塁打、81打点、3盗塁を記録した。
2021年5月23日に東京オリンピック野球アメリカ大陸予選のアメリカ合衆国代表メンバーに選出され、7月2日には東京オリンピックのアメリカ代表のメンバーに選ばれた。オリンピック本大会ではノックアウトステージの日本戦で青柳晃洋から3点本塁打を放つなど3本塁打、大会トップとなる8打点を記録し、アメリカ代表の銀メダル獲得に貢献した。個人でも大会ベストナインに選ばれた。
2022年9月4日にボストン・レッドソックスとメジャー契約を結び、同日メジャーデビューを果たした。
2023年7月は21試合に出場し、打率.349、7本塁打を記録するなど活躍。この成績が評価され、8月2日に自身初となるルーキー・オブ・ザ・マンスを受賞した。

## 選手としての特徴
パワーのポテンシャルは最上級であると言われる。高校時代は三塁手と投手を兼任しているなど肩も強い。

## 詳細情報

### 年度別打撃成績
| 年 度    | 球 団    | 試 合 | 打 席 | 打 数 | 得 点 | 安 打 | 二 塁 打 | 三 塁 打 | 本 塁 打 | 塁 打 | 打 点 | 盗 塁 | 盗 塁 死 | 犠 打 | 犠 飛 | 四 球 | 敬 遠 | 死 球 | 三 振 | 併 殺 打 | 打 率 | 出 塁 率 | 長 打 率 | O P S |
| -------- | -------- | ----- | ----- | ----- | ----- | ----- | -------- | -------- | -------- | ----- | ----- | ----- | -------- | ----- | ----- | ----- | ----- | ----- | ----- | -------- | ----- | -------- | -------- | ----- |
| 2022     | BOS      | 27    | 95    | 76    | 11    | 15    | 1        | 0        | 5        | 31    | 12    | 1     | 0        | 0     | 0     | 19    | 0     | 0     | 23    | 4        | .197  | .358     | .408     | .766  |
| 2023     | BOS      | 132   | 502   | 429   | 66    | 113   | 21       | 2        | 24       | 210   | 65    | 0     | 0        | 0     | 2     | 70    | 2     | 1     | 126   | 7        | .263  | .367     | .490     | .857  |
| 2024     | BOS      | 63    | 243   | 212   | 28    | 51    | 8        | 0        | 13       | 98    | 32    | 0     | 1        | 0     | 0     | 30    | 4     | 1     | 77    | 6        | .241  | .337     | .462     | .799  |
| MLB：3年 | MLB：3年 | 222   | 840   | 717   | 105   | 179   | 30       | 2        | 42       | 339   | 109   | 1     | 1        | 0     | 2     | 119   | 6     | 2     | 226   | 17       | .250  | .357     | .473     | .830  |

- 2024年度シーズン終了時

### 年度別守備成績
| 年 度 | 球 団 | 一塁（1B） | 一塁（1B） | 一塁（1B） | 一塁（1B） | 一塁（1B） | 一塁（1B） |
| 年 度 | 球 団 | 試 合      | 刺 殺      | 補 殺      | 失 策      | 併 殺      | 守 備 率   |
| ----- | ----- | ---------- | ---------- | ---------- | ---------- | ---------- | ---------- |
| 2022  | BOS   | 27         | 176        | 8          | 1          | 17         | .995       |
| 2023  | BOS   | 125        | 858        | 95         | 5          | 89         | .995       |
| 2024  | BOS   | 61         | 450        | 50         | 5          | 36         | .990       |
| MLB   | MLB   | 213        | 1484       | 153        | 11         | 142        | .993       |

- 2024年度シーズン終了時

### 表彰
国際大会
- WBSC U-18ワールドカップ・MVP：1回 （2017年）
- オリンピックの野球競技・ベストナイン：1回 （一塁手：2021年）

MLB
- ルーキー・オブ・ザ・マンス：1回（2023年7月）

### 背番号
- 36（2022年 - ）

### 代表歴
- 2017 WBSC U-18ワールドカップ アメリカ合衆国代表
- 2020年オリンピック野球アメリカ合衆国代表